# Natalie G. Ahn
Natalie Geisoon Ahn (* 1957) ist eine US-amerikanische Chemikerin und Biochemikerin an der University of Colorado Boulder (CU Boulder).

## Biografie
Natalie Geisoon Ahn wurde 1957 geboren. Ihre Mutter ist Elizabeth Kyung-hee Ahn und ihr Vater Gun Ahn. Ahn erwarb an der University of Washington einen Bachelor und an der University of California, Berkeley im Jahr 1985 einen Ph.D., jeweils in Chemie. Ihr Dissertationsthema hatte den Titel Transport and hydroxylation of dopamine in chromaffin granule ghosts. Als Postdoktorandin arbeitete sie zunächst bei Christoph de Haën an der Medizinischen Fakultät der University of Washington, dann bei Edwin Krebs an der Fakultät für Pharmakologie.
Seit 1992 gehört Ahn zum Lehrkörper der University of Colorado Boulder. Von 1994 bis 2014 forschte sie zusätzlich für das Howard Hughes Medical Institute. Seit 2003 ist sie stellvertretende Direktorin des BioFrontiers Institute an der CU Boulder.
Ahn befasste sich mit der Wirkung von Wachstumsfaktoren und Mitogenen auf die Enzymaktivität von Proteinkinasen, insbesondere den MAP-Kinase-Weg und auf molekularbiologischer Ebene mit den Mechanismen der Phosphorylierung und Autophosphorylierung. Ihre Arbeit Signal Transduction through MAP Kinase Cascades wurde (Stand Mai 2024) mehr als 2400-mal zitiert. Zuletzt verschob sich ihr Arbeitsfeld zur funktionellen Proteomik und Protein dynamics im Zusammenhang mit Krebs-Wachstum und -Metastasierung.
1993 war Ahn Searle Fellow. Von 2016 bis 2018 war sie Präsidentin der American Society for Biochemistry and Molecular Biology. 2018 wurde Ahn sowohl in American Academy of Arts and Sciences als auch in die National Academy of Sciences gewählt.